# Gleisdreieck
Gleisdreieck è il quarto album in studio della  cantante tedesca Joy Denalane, pubblicato nel 2017.

## Tracce
1. Gleisdreieck (Intro) – 0:52
2. Himmel berühren – 4:23
3. So sieht man sich wieder (featuring Tua) – 3:37
4. Hologramm – 3:32
5. Venus & Mars – 3:22
6. Wieder gut – 4:43
7. Alles leuchtet (G3E Version) – 3:29
8. Zwischen den Zeilen – 4:30
9. B.I.N.D.A.W. – 4:50
10. Elli Lou – 4:25
11. Vorsichtig sein – 3:31
12. Schlaflos (featuring Megaloh) – 3:45
13. Deshalb (featuring Ahzumjot) – 4:58
14. RotSchwarz – 5:19
15. Stadt – 4:21
16. Gleisdreieck (Outro) – 0:21
17. Zuhause – 3:01
18. Alles leuchtet (single version) – 3:29